# Relazioni bilaterali tra Italia e Croazia
Le relazioni bilaterali tra Italia e Croazia sono state stabilite a livello diplomatico il 17 gennaio 1992 in seguito all'indipendenza della Croazia dalla Jugoslavia.
La Croazia ha un'ambasciata a Roma, consolati generali a Milano e Trieste, e consolati a Bari, Firenze, Napoli e Padova. L'Italia ha un'ambasciata a Zagabria, un consolato generale a Fiume, e vice consolati a Buie, Pola e Spalato, oltre all'Istituto italiano di cultura e commercio estero di Zagabria.
Sebbene Croazia e Italia fossero nemici durante la seconda guerra mondiale, oggi le relazioni tra i due paesi possono essere descritte come "molto amichevoli", ed entrambi i paesi desiderano migliorare le loro relazioni. Entrambi i paesi sono membri a pieno titolo della NATO e dell'Unione europea.

## Demografia
Ci sono circa 19.500 persone di nazionalità italiana che vivono in Croazia. Ci sono anche circa 6.000 croati molisani in Italia.
Inoltre, ci sono circa 21.000 lavoratori immigrati croati registrati in Italia.
Storicamente, i dalmati italiani costituivano una popolazione significativa della Dalmazia.

## Economia
L'Italia è il più importante partner commerciale croato, verso cui la Croazia esporta circa il 14% della sua merce annuale totale.

## Pesca
L'Italia ha negato il diritto della Croazia di proclamare la sua Zona di protezione ecologica e della pesca prima del 1º gennaio 2008, perché ciò avrebbe rotto un precedente accordo con l'Italia e la Slovenia. Allo stesso tempo l'Italia, senza rompere l'accordo, ha proclamato la propria zona.

## Lista degli ambasciatori d'Italia in Croazia
| Nome                                  | Grado                     | Mandato                             | Nomina                | Accredito                |
| ------------------------------------- | ------------------------- | ----------------------------------- | --------------------- | ------------------------ |
| Paolo Pensa                           | Ministro plenipotenziario | 1993-1995                           | Governo Amato I       | Franjo Tuđman            |
| Francesco Olivieri                    | Ministro plenipotenziario | 1995-1998                           | Governo Dini          | Franjo Tuđman            |
| Fabio Pigliapoco                      | Ministro plenipotenziario | 1998-2003                           | Governo D'Alema I     | Franjo Tuđman            |
| Alessandro Grafini                    | Ministro plenipotenziario | 2003-2007                           | Governo Berlusconi II | Stjepan Mesić            |
| Alessandro Pignatti Morano di Custoza | Ministro plenipotenziario | 2007-2011                           | Governo Prodi II      | Stjepan Mesić            |
| Emanuela D'Alessandro                 | Ministro plenipotenziario | 18 ottobre 2011 - 14 settembre 2015 | Governo Berlusconi IV | Ivo Josipović            |
| Adriano Chiodi Cianfarani             | Ministro plenipotenziario | dal 15 settembre 2015               | Governo Renzi         | Kolinda Grabar-Kitarović |